# Sân bay Miyako
Sân bay Miyako (宮古空港 Miyako Kūkō, (IATA: MMY, ICAO: ROMY)) là một sân bay trên đảo Miyako thuộc Miyakojima, Okinawa, Nhật Bản.

## Các hãng hàng không và điểm đến
| Hãng hàng không                                 | Các điểm đến                              |
| ----------------------------------------------- | ----------------------------------------- |
| ANA                                             | Naha                                      |
| Japan Airlines operated by Japan Transocean Air | Ishigaki, Naha, Osaka-Itami, Tokyo-Haneda |
| Japan Airlines operated by Ryukyu Air Commuter  | Ishigaki, Tarama                          |